# Sophie Bellon
Pour les articles homonymes, voir Bellon.
Sophie Bellon, née le 19 août 1961 à Marseille, est une femme d'affaires française. Elle est l'actuelle présidente du conseil d'administration de Sodexo, entreprise fondée à Marseille en 1966 par son père, Pierre Bellon, et premier employeur privé français dans le monde avec 470 000 collaborateurs dans 67 pays.
Sophie Bellon est la première femme à présider le conseil d'administration d'une société du CAC 40,,, mais la seconde à présider un conseil d'une société de l'indice, la première étant Patricia Barbizet qui a présidé le conseil de surveillance de Pinault Printemps Redoute de 2001 à 2005.

## Biographie

### Famille
Fille de Danielle et Pierre Bellon, fondateur de Sodexo, Sophie Bellon est née le 19 août 1961 à Marseille.

### Formation et début de carrière
En 1983, Sophie Bellon sort diplômée de l'EDHEC à Lille. Elle s'installe à New York et commence à travailler dans le secteur bancaire, en 1985, puis dans le secteur de la mode.

### Fonctions chez Sodexo

#### Débuts chez Sodexo
En 1994, Sophie Bellon rejoint Sodexo, après avoir passé neuf ans aux États-Unis.
Elle exerce différentes fonctions et participe à l'internationalisation du groupe : chargée de mission auprès de la direction financière (1994), chef de projet, contrôle de gestion stratégique à la direction du plan groupe pour développer et mettre en place les indicateurs clés de performance Groupe (2001), directrice fidélisation clients Groupe (2005).
En 2008, Sophie Bellon devient directrice générale des services aux entreprises de Sodexo en France avant de rejoindre le siège du groupe en 2013 pour prendre la responsabilité globale de la stratégie de recherche, développement et innovation.

#### Entrée au conseil d'administration de Sodexo et nomination en tant que présidente
Sophie Bellon entre au conseil d'administration de Sodexo en 1989 puis en devient la vice-présidente le 29 novembre 2013. Elle est nommée présidente du conseil d’administration le 19 janvier 2016, succédant à Pierre Bellon,,.
En janvier 2018, en accord avec le conseil d’administration de Sodexo, Sophie Bellon nomme Denis Machuel au poste de directeur général de Sodexo : il devient le troisième directeur général de l’entreprise, succédant à Michel Landel qui occupait ce poste depuis 12 ans,,.
Le 1er octobre 2021, elle succède à Denis Machuel, devenant directrice générale par intérim.

#### Engagements
A la tête du conseil d'administration de Sodexo, Sophie Bellon mène plusieurs combats.
- Sophie Bellon se mobilise pour la revalorisation des métiers de services. Dans L’Opinion en janvier 2018, elle affirme qu’un quart des salariés de Sodexo en France vient de quartiers prioritaires de la ville et que les entreprises de services jouent un rôle social d’intégration, "fournissant souvent le premier emploi"[17]. S’adressant aux entrepreneurs réunis au sommet Bpifrance Inno Generation, le 10 octobre 2019, Sophie Bellon défend l’importance de la dimension humaine dans l’entreprise[18],[19]
- Sophie Bellon défend également l’importance de la proximité dans les territoires, soulignant régulièrement l’ancrage des équipes de Sodexo au niveau local[20],[4].
- Sophie Bellon, première femme à présider le conseil d'administration d'une société du CAC 40[2],[3],[4], s’engage en faveur de la diversité et de l’inclusion, notamment la mixité femmes-hommes dans l’entreprise.

### Autres mandats
- En septembre 2019, le Premier ministre Edouard Philippe confie une mission sur le maintien en emploi des seniors à Sophie Bellon, Jean-Manuel Soussan, directeur des ressources humaines de Bouygues Construction, et Olivier Mériaux, ancien directeur général adjoint de l'Agence nationale pour l'amélioration des conditions de travail[réf. nécessaire]. Après avoir auditionné 70 experts, Sophie Bellon, Jean-Manuel Soussan et Olivier Mériaux remettent ce rapport au gouvernement le 14 janvier 2020[21],[22], qui appelle à une "révolution culturelle" pour valoriser l’expérience[23],[24] et énonce 38 propositions[25] pour favoriser l’emploi des travailleurs expérimentés[26],[27].
- Sophie Bellon est membre du conseil d'administration du Groupe L'Oréal depuis avril 2015[28].
- Sophie Bellon fait partie du conseil d’administration de l’AFEP depuis décembre 2017[29].

## Décoration
- 2015 : chevalier de la Légion d'honneur[30]

## Vie privée
Sophie Bellon est mère de quatre enfants.